# Ewald Gawlik
Ewald Gawlik (ur. 1919, zm. 1993) – górnośląski malarz, członek Grupy Janowskiej.
Głównym tematem jego twórczości było życie codzienne Ślązaków, przedstawiał przede wszystkim dzielnice bliskie jego sercu – Nikiszowiec, Giszowiec i Szopienice. Malował także obrazy o tematyce religijnej. Był zafascynowany malarstwem van Gogha i Toulouse-Lautreca. Jego obrazy były najbardziej zaawansowane warsztatowo spośród prac wszystkich członków grupy. W latach 70. ubiegłego stulecia zaproponowano mu wstąpienie do ZPAP, którego nie przyjął, nie chcąc poddawać się ocenie profesjonalistów.

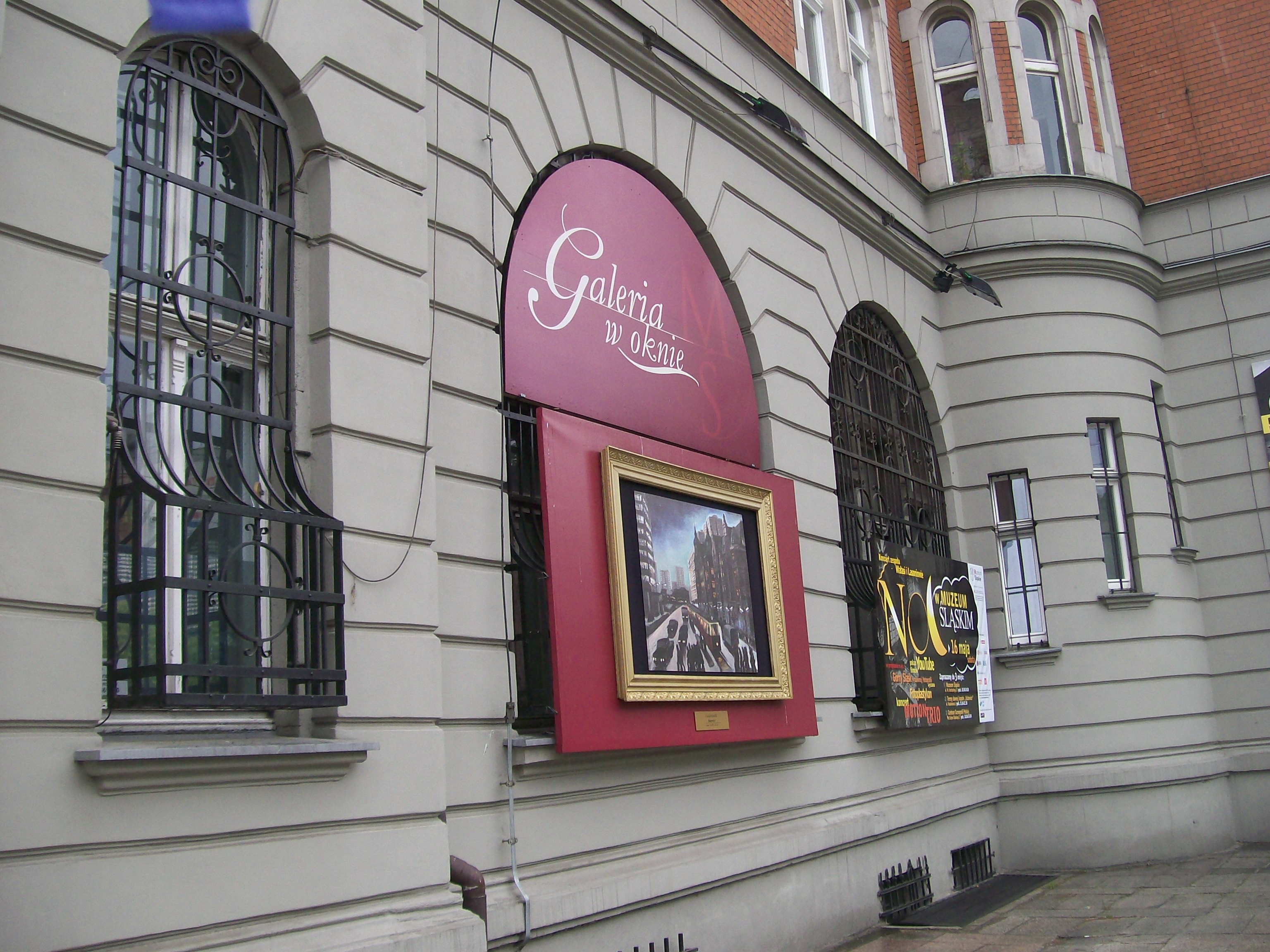
Galeria w oknie: praca Ewalda Gawlika „Katowice”

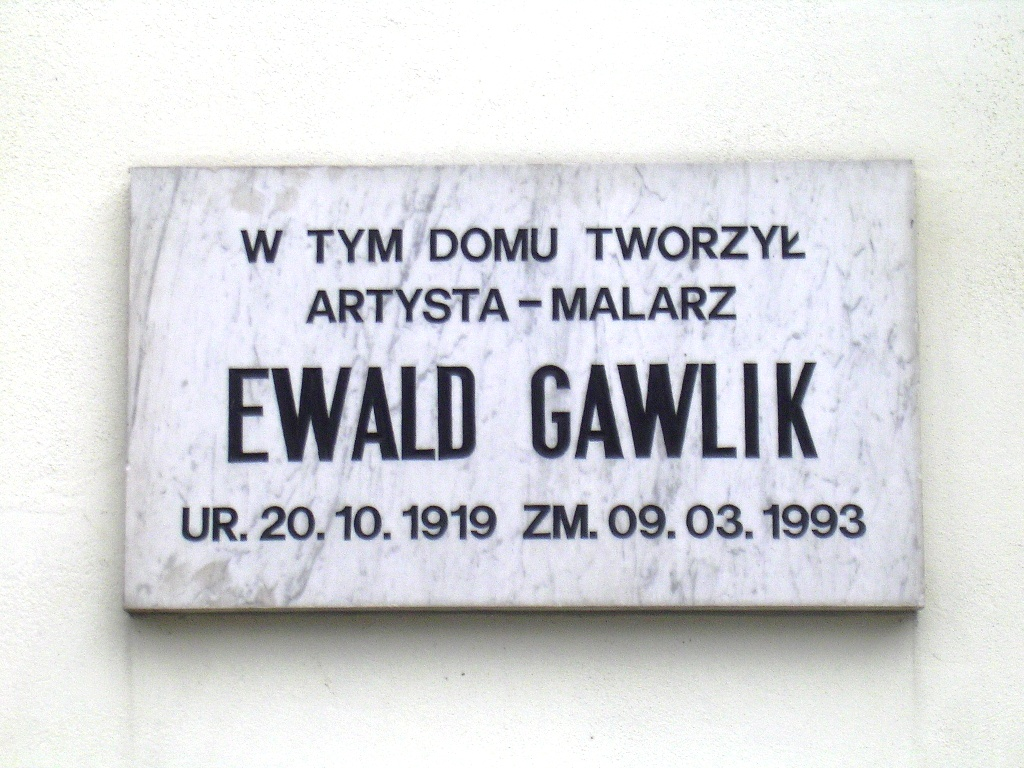
Tablica informacyjna na fasadzie tzw. „Gawlikówki” w Katowicach–Giszowcu

Bywał nazywany Van Goghiem z Nikisza.

## Życiorys
Urodził się w Nikiszowcu (obecnie dzielnica Katowic). Edukację plastyczną rozpoczął Gawlik będąc uczniem gimnazjum męskiego w Królewskiej Hucie, pod kierunkiem Józefa Bimlera, znanego malarza, absolwenta Akademii w Monachium. Mając piętnaście lat zrezygnował z nauki w gimnazjum i nie zdawszy matury podjął pracę w warsztacie ślusarskim. Nie zaprzestał jednakże dalszej edukacji plastycznej – zapisał się na prywatne lekcje rysunku i malarstwa u Pawła Stellera. Następnie od 1937 roku kształcił się w prywatnej szkole malarskiej im. Gierymskiego w Katowicach, będącej odpowiednikiem dzisiejszego liceum plastycznego, prowadzonego przez wybitnego kolorystę Czesława Rzepińskiego. Miał tam opinię jednego z najzdolniejszych uczniów{. Zamierzał studiować w ASP w Krakowie.
Plany te udaremnił wybuch wojny. Gawlik wywieziony na przymusowe roboty w okolice Drezna, wolny czas spędzał w Galerii Drezdeńskiej, studiując dzieła wielkich mistrzów. Tam zafascynowało go malarstwo Vincenta van Gogha, pod wpływem którego pozostał do końca życia. W 1940 roku, dzięki interwencji swojego ojca, zwolniony został z przymusowej pracy u bauera i po pomyślnie zdanych egzaminach przyjęto go do Drezdeńskiej Akademii Sztuk Pięknych. Lecz po zaledwie kilku miesiącach nauki, powołany został z kolegami i kadrą pedagogiczną do Wermachtu. Skierowano go na placówkę wartowniczą do Laponii, poza krąg polarny, gdzie przebywał dwa lata. W tym czasie zainspirowany piękną przyrodą Laponii, intensywnie pracował twórczo, między innymi zaczął wykonywać akwarele. W roku 1943 walczył na froncie wschodnim, gdzie został ciężko ranny, odbył kurację w Czechosłowacji, potem służył w jednostkach gospodarczych w Lotaryngii, a po wyzwoleniu Francji przez aliantów dostał się do niewoli. Wrócił do kraju w 1947 roku. Pragnął podjąć studia w Krakowie. Jednak ten zamiar się nie spełnił. Władza komunistyczna uznała go za element niepewny politycznie i narodowo. Był torturowany i szykanowany przez UB. Musiał podpisać oświadczenie, że wyrzeka się studiów i do końca życia będzie pracował fizycznie. Podjął więc pracę w kopalni Wieczorek i wstąpił do zespołu plastycznego zwanego Grupa Janowską. Twórczość malarza przez wiele lat była niedoceniana. Dopiero w 1974 roku miał swoją pierwszą wystawę w Katowicach. Następne 3 wystawy malarza odbyły się z inicjatywy Seweryna Aleksandra Wisłockiego – antropologa kultury i krytyka sztuki. W latach 80. XX wieku dyrektor kopalni „Staszic” Zdzisław Sender oddał do dyspozycji malarza w Klubie Seniora pracownię i materiały plastyczne do pracy.
Obecnie Izba Śląska z galerią tzw. Gawlikówką jest udostępniona do zwiedzania i można w niej oglądać jego prace.

## Wybrane prace
- „Ciepło rodzinne”
- „Życie rodzinne”
- „Emeryci”
- „Pastuszkowie kolędnicy”
- „Śląska chłopieńka”
- „Elektrownia Jerzy przy kopalni”
- „Balkan Express”
- „Odpust w Janowie”
- „Z życia cyrku”
- „Furman z węglem”
- „Domek z kolejką”
- „Zima
- „Jesień”
- „Lato”
- „Wiosna”
- „Fotel”

## Wykaz wystaw indywidualnych
- 1974, Katowice, Klub Międzynarodowej Prasy i Książki
- 1979, Katowice, Galeria Uniwersytetu Śląskiego, „Ewald Gawlik, malarstwo”
- 1979, Katowice, Galeria UŚ, „Dziecko w malarstwie nieprofesjonalnym”
- 1979, Bytom, KMPiK, „Ewald Gawlik, malarstwo”
- 1980, Katowice, galeria „Za Kowadłem”, „Ewald Gawlik, malarstwo”
- 1994, Katowice, Muzeum Historii Katowic, „Ewald Gawlik 1919-1993”
- 1994, Saint-Étienne, Francja, Muzeum Górnicze, „Ewald Gawlik 1919-1993”
- 2002, Katowice, Muzeum Historii Katowic, Ewald Gawlik „Kraina możliwości”
- 2003, Katowice, Muzeum Śląskie, „Ewald Gawlik Van Gogh z Nikisza”